# Futebol nos Jogos Olímpicos de Verão de 2024 - Feminino
O torneio feminino de futebol nos Jogos Olímpicos de Verão de 2024 ocorreu entre 24 de julho e 10 de agosto de 2024. Foi a oitava edição do torneio feminino de futebol nos Jogos Olímpicos e as partidas foram realizadas em sete cidades da França.
O Canadá foi o campeão da edição anterior do torneio, mas foi eliminado nas quartas de final ao perder para a Alemanha nos pênaltis.
Mantendo a hegemonia no torneio, os Estados Unidos conquistaram a quinta medalha de ouro ao vencer pela terceira vez o Brasil na grande final olímpica. As brasileiras voltaram ao pódio após dezesseis anos (também foram prata em 2004 e 2008). O bronze ficou com a Alemanha após vencer a Espanha por 1–0 na disputa de terceiro lugar.

## Medalhistas
|  | USA Estados Unidos |  | BRA Brasil |  | GER Alemanha |
|  | Alyssa Naeher Emily Fox Korbin Albert Naomi Girma Trinity Rodman Casey Krueger Crystal Dunn Lynn Williams Mallory Swanson Lindsey Horan Sophia Smith Tierna Davidson Jenna Nighswonger Emily Sonnett Jaedyn Shaw Rose Lavelle Sam Coffey Casey Murphy Croix Bethune Emily Sams |  | Lorena Antônia Tarciane Rafaelle Duda Sampaio Tamires Kerolin Vitória Yaya Adriana Marta Jheniffer Tainá Yasmim Ludmila Thaís Gabi Nunes Ana Vitória Gabi Portilho Priscila Angelina Lauren Luciana |  | Merle Frohms Sarai Linder Kathrin Hendrich Bibiane Schulze Marina Hegering Janina Minge Lea Schüller Sydney Lohmann Sjoeke Nüsken Laura Freigang Alexandra Popp Ann-Katrin Berger Sara Doorsoun Elisa Senß Giulia Gwinn Jule Brand Klara Bühl Vivien Endemann Felicitas Rauch Nicole Anyomi |

## Calendário
O cronograma da competição foi anunciado em 1 de abril de 2022. A programação final da partida foi confirmada pela FIFA em 28 de julho de 2022.
| G | Fase de grupos | QF | Quartas de final | SF | Semifinais | B | Disputa pelo bronze | F | Final |

| DataEvento | Qua 24 jul | Qui 25 jul | Sex 26 jul | Sáb 27 jul | Dom 28 jul | Seg 29 jul | Ter 30 jul | Qua 31 jul | Qui 1 ago | Sex 2 ago | Sáb 3 ago | Dom 4 ago | Seg 5 ago | Ter 6 ago | Qua 7 ago | Qui 8 ago | Sex 9 ago | Sáb 10 ago |
| ---------- | ---------- | ---------- | ---------- | ---------- | ---------- | ---------- | ---------- | ---------- | --------- | --------- | --------- | --------- | --------- | --------- | --------- | --------- | --------- | ---------- |
| Feminino   |            | G          |            |            | G          |            |            | G          |           |           | QF        |           |           | SF        |           |           | B         | F          |

## Qualificação
| Método                                       | Datas                      | Local            | Vagas | Classificados    |
| -------------------------------------------- | -------------------------- | ---------------- | ----- | ---------------- |
| País sede                                    | —                          | —                | 1     | França           |
| Campeonato da CONCACAF de 2022               | 4–18 de julho de 2022      | México           | 1     | Estados Unidos   |
| Copa América de 2022                         | 8–30 de julho de 2022      | Colômbia         | 2     | Brasil Colômbia  |
| Play-off da CONCACAF                         | 22–26 de setembro de 2023  | Jamaica · Canadá | 1     | Canadá           |
| Pré-Olímpico da OFC de 2024                  | 7–19 de fevereiro de 2024  | Samoa            | 1     | Nova Zelândia    |
| Finais da Liga das Nações da UEFA de 2023–24 | 21–28 de fevereiro de 2024 | Vários           | 2     | Espanha Alemanha |
| Pré-Olímpico da AFC de 2024                  | 24–28 de fevereiro de 2024 | Vários           | 2     | Austrália Japão  |
| Pré-Olímpico da CAF de 2024                  | 1–9 de abril de 2024       | Vários           | 2     | Nigéria Zâmbia   |
| Total                                        |                            |                  | 12    |                  |

## Sedes
Ao todo, sete estádios receberam os torneios de futebol.
- Stade de Bordeaux, Bordeaux
- Stade de Lyon, Décines-Charpieu
- Stade de Marseille, Marselha
- Stade de la Beaujoire, Nantes
- Stade de Nice, Nice
- Parc des Princes, Paris
- Stade Geoffroy-Guichard, Saint-Étienne

## Formato
As 12 equipes participantes foram divididas em três grupos de quatro equipes. Os dois primeiros colocados de cada um mais as duas melhores equipes entre as terceiro colocadas avançaram para as quartas de final, onde foi seguido o sistema eliminatório até a definição das medalhas.

## Sorteio
O sorteio foi realizado em 20 de março de 2024 no edifício Pulse, em Saint-Denis. As seleções foram separadas de acordo com as suas classificações no ranking da FIFA.
| Pote 1                                                           | Pote 2                                  | Pote 3                                         | Pote 4                               |
| ---------------------------------------------------------------- | --------------------------------------- | ---------------------------------------------- | ------------------------------------ |
| - França (cabeça de chave, A) - Espanha (1) - Estados Unidos (4) | - Alemanha (5) - Japão (7) - Canadá (9) | - Brasil (10) - Austrália (12) - Colômbia (23) | - Nova Zelândia (28) - CAF 1 - CAF 2 |

## Arbitragem
Esta é a lista de árbitras e assistentes que atuaram no torneio:
| Confederação | Árbitras              | Assistentes                              | Árbitros de vídeo | Árbitras reservas                       |
| ------------ | --------------------- | ---------------------------------------- | --- | --------------------------------------- |
| AFC          | KOR Kim Yu-jeong      | AUS Joanna Charaktis KOR Park Mi-suk     | QAT Khamis Al-Marri AUS Kate Jacewicz THA Sivakorn Pu-udom                                                                                              | KGZ Veronika Bernatskaia                |
| AFC          | JPN Yoshimi Yamashita | JPN Naomi Teshirogi JPN Makoto Bozono    | QAT Khamis Al-Marri AUS Kate Jacewicz THA Sivakorn Pu-udom                                                                                              | KGZ Veronika Bernatskaia                |
| CAF          | MAR Bouchra Karboubi  | MAR Fatiha Jermoumi ZAM Diana Chikotesha | EGY Mahmoud Ashour ALG Lahlou Benbraham | UGA Shamirah Nabadda                    |
| CONCACAF     | MEX Katia García      | MEX Sandra Ramírez MEX Karen Díaz        | NCA Tatiana Guzmán MEX Guillermo Pacheco JAM Daneon Parchment                                                                                           | JAM Odette Hamilton                     |
| CONCACAF     | USA Tori Penso        | USA Brooke Mayo USA Kathryn Nesbitt      | NCA Tatiana Guzmán MEX Guillermo Pacheco JAM Daneon Parchment                                                                                           | JAM Odette Hamilton                     |
| CONMEBOL     | BRA Edina Alves       | BRA Neuza Back BRA Fabrini Bevilaqua     | CHI Rodrigo Carvajal URU Leodán González BRA Daiane Muniz ARG Héctor Paletta                                                                            | URU Anahí Fernández                     |
| CONMEBOL     | VEN Emikar Calderas   | VEN Migdalia Rodríguez COL Mary Blanco   | CHI Rodrigo Carvajal URU Leodán González BRA Daiane Muniz ARG Héctor Paletta                                                                            | URU Anahí Fernández                     |
| UEFA         | SWE Tess Olofsson     | SWE Almira Spahić ITA Francesca Di Monte | CRO Ivan Bebek FRA Jérôme Brisard GBR David Coote ESP Carlos del Cerro Grande NED Rob Dieperink ROU Ovidiu Hațegan HUN Katalin Kulcsár ITA Paolo Valeri | SRB Jelena Cvetković DEN Frida Klarlund |
| UEFA         | GBR Rebecca Welch     | GBR Emily Carney NED Franca Overtoom     | CRO Ivan Bebek FRA Jérôme Brisard GBR David Coote ESP Carlos del Cerro Grande NED Rob Dieperink ROU Ovidiu Hațegan HUN Katalin Kulcsár ITA Paolo Valeri | SRB Jelena Cvetković DEN Frida Klarlund |

## Convocações
O torneio feminino nos Jogos Olímpicos não possuía restrição de idade, ou seja, participaram as seleções profissionais. Cada equipe enviou um elenco de 18 jogadoras, sendo duas delas goleiras, além de quatro reservas que poderiam substituir qualquer jogadora do elenco em caso de lesão durante o torneio.

## Fase de grupos
As seleções participantes foram divididos em três grupos de quatro equipes cada, denominados grupos A, B, C. As equipes de cada grupo jogaram entre si dentro dos grupos, com as duas melhores avançando para às quartas de final, além das duas melhores terceiras colocadas dentre todos os grupos.

### Critérios de desempate
A classificação das equipes na fase de grupos foi determinada da seguinte forma:
1. Pontos obtidos em todas as partidas do grupo (três pontos por vitória, um por empate, nenhum por derrota)
2. Saldo de gols em todas as partidas do grupo
3. Número de gols marcados em todas as partidas do grupo
4. Pontos obtidos nas partidas disputadas entre as equipes em questão
5. Saldo de gols nas partidas disputadas entre as equipes em questão
6. Número de gols marcados nas partidas disputadas entre as equipes em questão
7. Pontos de fair play em todas as partidas do grupo (apenas uma dedução pode ser aplicada a um jogador em uma única partida):   - Cartão amarelo: −1 ponto
  - Cartão vermelho indireto (segundo cartão amarelo): −3 pontos
  - Cartão vermelho direto: −4 pontos
  - Cartão amarelo e cartão vermelho direto: −5 pontos
8. Sorteio

Todas as partidas seguiram o fuso horário local (UTC+2).

### Grupo A

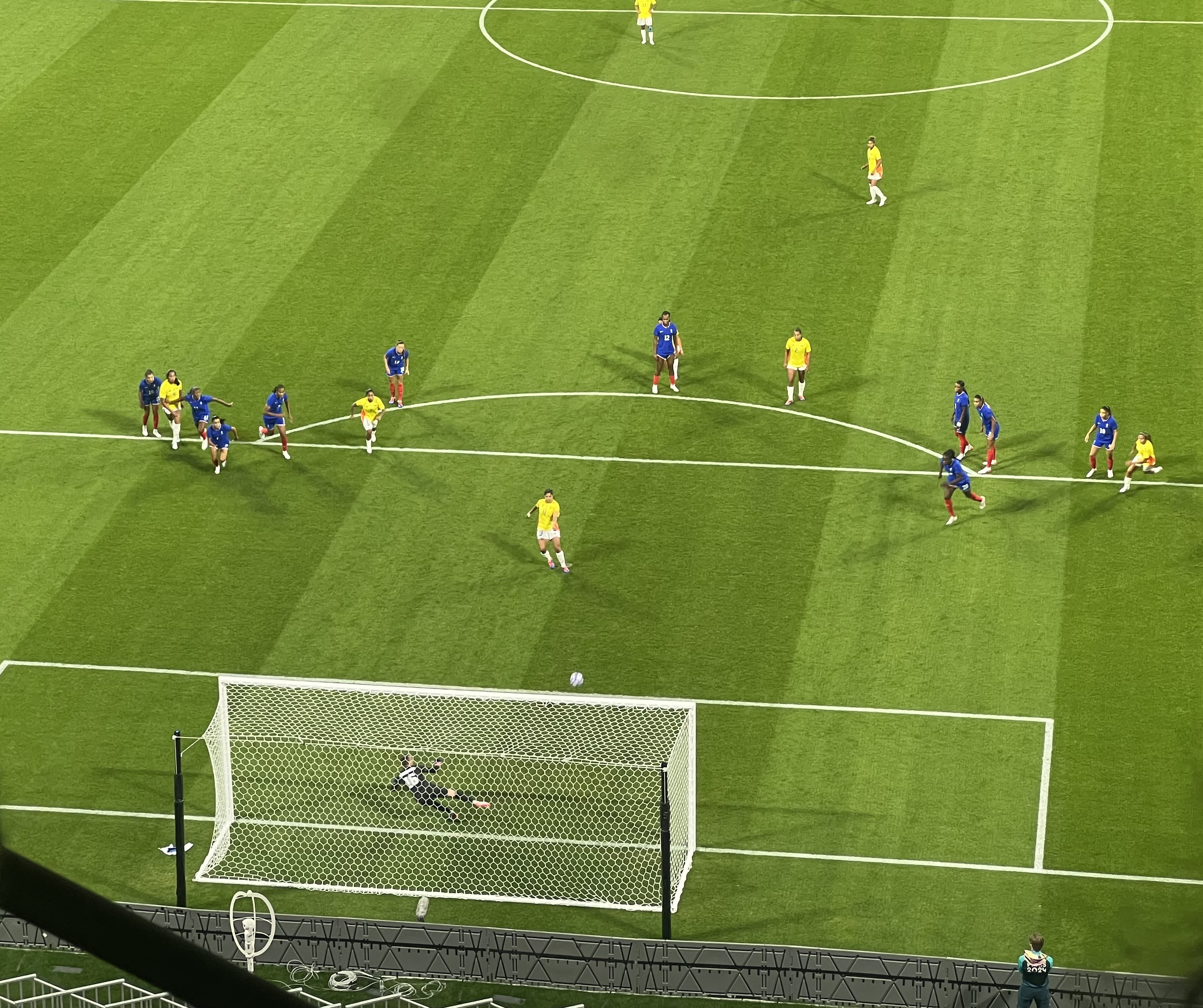
França–Colômbia em Décines-Charpieu

| Pos | Equipe        | Pts | J | V | E | D | GP | GC | SG | Classificado     |
| --- | ------------- | --- | - | - | - | - | -- | -- | -- | ---------------- |
| 1   | França        | 6   | 3 | 2 | 0 | 1 | 6  | 5  | +1 | Quartas de final |
| 2   | Canadá        | 3   | 3 | 3 | 0 | 0 | 5  | 2  | +3 | Quartas de final |
| 3   | Colômbia      | 3   | 3 | 1 | 0 | 2 | 4  | 4  | 0  | Quartas de final |
| 4   | Nova Zelândia | 0   | 3 | 0 | 0 | 3 | 2  | 6  | −4 |                  |

1. ↑  Em 27 de julho de 2024, o Canadá foi penalizado com a perda de 6 pontos devido à espionagem contra a seleção da Nova Zelândia realizada com um drone pela sua comissão técnica.[15]

| 25 de julho | Canadá                    | 2 – 1     | Nova Zelândia | Stade Geoffroy-Guichard, Saint-Étienne    |
| 17:00       | Lacasse 45+4' · Viens 79' | Relatório | Barry 13'     | Público: 2 674 Árbitro: SWE Tess Olofsson |

| 25 de julho | França                    | 3 – 2     | Colômbia                   | Stade de Lyon, Décines-Charpieu         |
| 21:00       | Katoto 6', 42' · Dali 18' | Relatório | Usme 54' (pen.) · Paví 64' | Público: 29 208 Árbitro: USA Tori Penso |

| 28 de julho | Nova Zelândia | 0 – 2     | Colômbia                  | Stade de Lyon, Décines-Charpieu          |
| 17:00       |               | Relatório | Restrepo 27' · Santos 72' | Público: 5 212 Árbitro: KOR Kim Yu-jeong |

| 28 de julho | França     | 1 – 2     | Canadá                      | Stade Geoffroy-Guichard, Saint-Étienne        |
| 21:00       | Katoto 42' | Relatório | Fleming 58' · Gilles 90+12' | Público: 17 550 Árbitro: MAR Bouchra Karboubi |

| 31 de julho | Nova Zelândia | 1 – 2     | França          | Stade de Lyon, Décines-Charpieu          |
| 21:00       | Taylor 43'    | Relatório | Katoto 22', 49' | Público: 21 946 Árbitro: BRA Edina Alves |

| 31 de julho | Colômbia | 0 – 1     | Canadá     | Stade de Nice, Nice                       |
| 21:00       |          | Relatório | Gilles 61' | Público: 5 388 Árbitro: GBR Rebecca Welch |

### Grupo B
| Pos | Equipe         | Pts | J | V | E | D | GP | GC | SG | Classificado     |
| --- | -------------- | --- | - | - | - | - | -- | -- | -- | ---------------- |
| 1   | Estados Unidos | 9   | 3 | 3 | 0 | 0 | 9  | 2  | +7 | Quartas de final |
| 2   | Alemanha       | 6   | 3 | 2 | 0 | 1 | 8  | 5  | +3 | Quartas de final |
| 3   | Austrália      | 3   | 3 | 1 | 0 | 2 | 7  | 10 | −3 |                  |
| 4   | Zâmbia         | 0   | 3 | 0 | 0 | 3 | 6  | 13 | −7 |                  |

| 25 de julho | Alemanha                                | 3 – 0     | Austrália | Stade de Marseille, Marselha             |
| 19:00       | Hegering 24' · Schüller 64' · Brand 68' | Relatório |           | Público: 9 731 Árbitro: MEX Katia García |

| 25 de julho | Estados Unidos                | 3 – 0     | Zâmbia | Stade de Nice, Nice                      |
| 21:00       | Rodman 17' · Swanson 24', 25' | Relatório |        | Público: 5 550 Árbitro: BRA Ramon Abatti |

| 28 de julho | Austrália                                                                       | 6 – 5     | Zâmbia                                        | Stade de Nice, Nice                         |
| 19:00       | Kennedy 7' · Raso 35' · Musole 58' (g.c.) · Catley 65', 78' (pen.) · Heyman 90' | Relatório | B. Banda 1', 33', 45+2' · Kundananji 21', 56' | Público: 4 441 Árbitro: VEN Emikar Calderas |

| 28 de julho | Estados Unidos                              | 4 – 1     | Alemanha  | Stade de Marseille, Marselha             |
| 21:00       | Smith 11', 44' · Swanson 26' · Williams 89' | Relatório | Gwinn 22' | Público: 12 845 Árbitro: ARG Yael Falcón |

| 31 de julho | Zâmbia       | 1 – 4     | Alemanha                                  | Stade Geoffroy-Guichard, Saint-Étienne        |
| 19:00       | B. Banda 49' | Relatório | Schüller 10', 61' · Bühl 47' · Senß 90+5' | Público: 2 642 Árbitro: JPN Yoshimi Yamashita |

| 31 de julho | Austrália     | 1 – 2     | Estados Unidos          | Stade de Marseille, Marselha                   |
| 19:00       | Kennedy 90+2' | Relatório | Rodman 43' · Albert 77' | Público: 13 036 Árbitro: FRA François Letexier |

### Grupo C

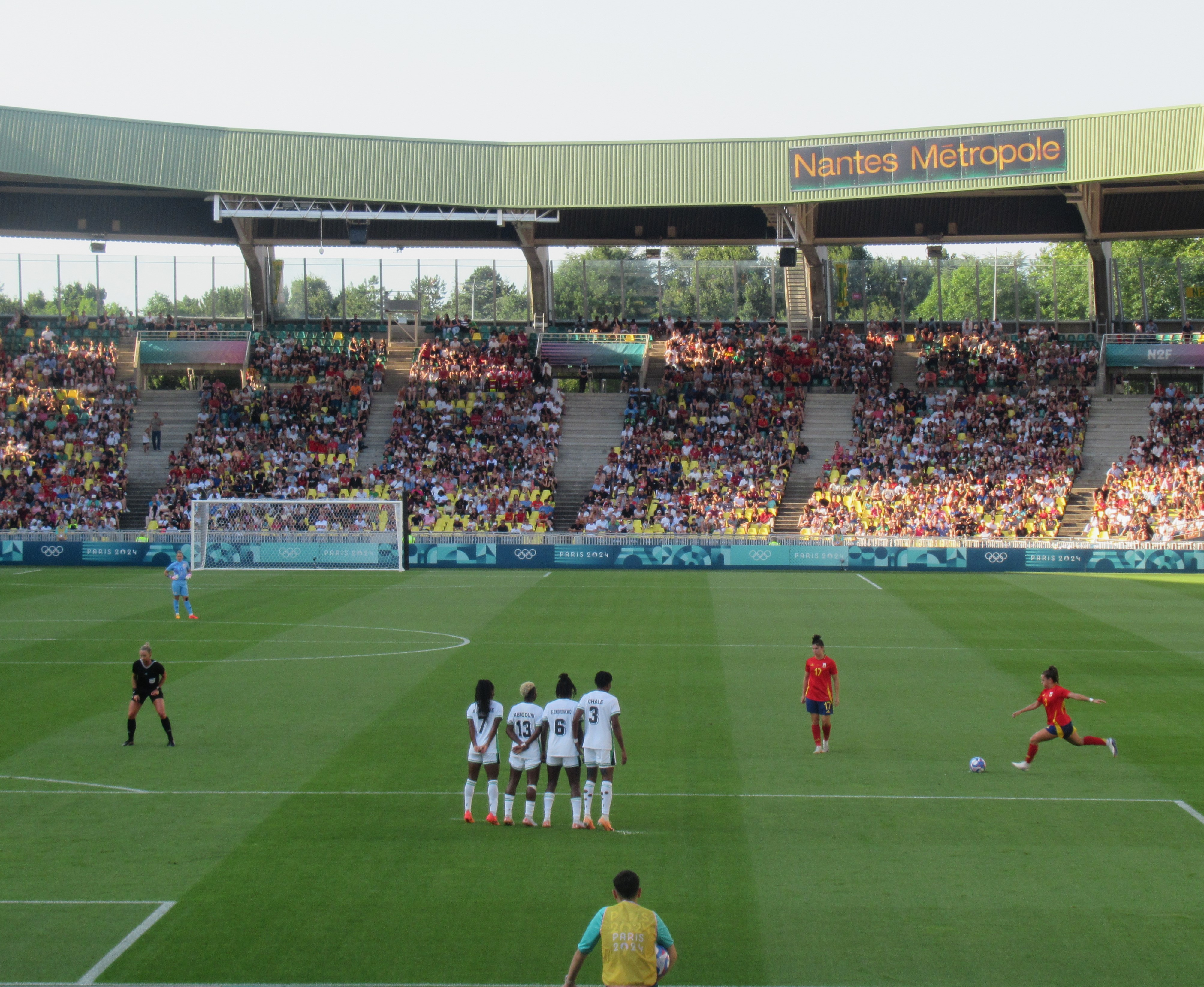
Espanha–Nigéria em Nantes

| Pos | Equipe  | Pts | J | V | E | D | GP | GC | SG | Classificado     |
| --- | ------- | --- | - | - | - | - | -- | -- | -- | ---------------- |
| 1   | Espanha | 9   | 3 | 3 | 0 | 0 | 5  | 1  | +4 | Quartas de final |
| 2   | Japão   | 6   | 3 | 2 | 0 | 1 | 6  | 4  | +2 | Quartas de final |
| 3   | Brasil  | 3   | 3 | 1 | 0 | 2 | 2  | 4  | −2 | Quartas de final |
| 4   | Nigéria | 0   | 3 | 0 | 0 | 3 | 1  | 5  | −4 |                  |

| 25 de julho   | Espanha                     | 2 – 1     | Japão      | Stade de la Beaujoire, Nantes                 |
| 17:00 (UTC+2) | Bonmatí 22' · Caldentey 74' | Relatório | Fujino 13' | Público: 10 377 Árbitro: MAR Bouchra Karboubi |

| 25 de julho   | Nigéria | 0 – 1     | Brasil         | Stade de Bordeaux, Bordeaux              |
| 19:00 (UTC+2) |         | Relatório | Gabi Nunes 37' | Público: 6 244 Árbitro: KOR Kim Yu-jeong |

| 28 de julho   | Brasil        | 1 – 2     | Japão                                 | Parc des Princes, Paris                    |
| 17:00 (UTC+2) | Jheniffer 56' | Relatório | Kumagai 90+2' (pen.) · Tanikawa 90+6' | Público: 40 918 Árbitro: GBR Rebecca Welch |

| 28 de julho   | Espanha      | 1 – 0     | Nigéria | Stade de la Beaujoire, Nantes           |
| 19:00 (UTC+2) | Putellas 85' | Relatório |         | Público: 11 079 Árbitro: USA Tori Penso |

| 31 de julho   | Japão                                    | 3 – 1     | Nigéria      | Stade de la Beaujoire, Nantes               |
| 17:00 (UTC+2) | Hamano 22' · Tanaka 32' · Kitagawa 45+5' | Relatório | Echegini 42' | Público: 6 480 Árbitro: VEN Emikar Calderas |

| 31 de julho   | Brasil | 0 – 2     | Espanha                            | Stade de Bordeaux, Bordeaux              |
| 17:00 (UTC+2) |        | Relatório | Del Castillo 68' · Putellas 90+17' | Público: 14 497 Árbitro: NOR Espen Eskås |

### Melhores terceiras colocadas
| Pos | Grp | Equipe    | Pts | J | V | E | D | GP | GC | SG | Classificado     |
| --- | --- | --------- | --- | - | - | - | - | -- | -- | -- | ---------------- |
| 1   | A   | Colômbia  | 3   | 3 | 1 | 0 | 2 | 4  | 4  | 0  | Quartas de final |
| 2   | C   | Brasil    | 3   | 3 | 1 | 0 | 2 | 2  | 4  | −2 | Quartas de final |
| 3   | B   | Austrália | 3   | 3 | 1 | 0 | 2 | 7  | 10 | −3 |                  |

## Fase final

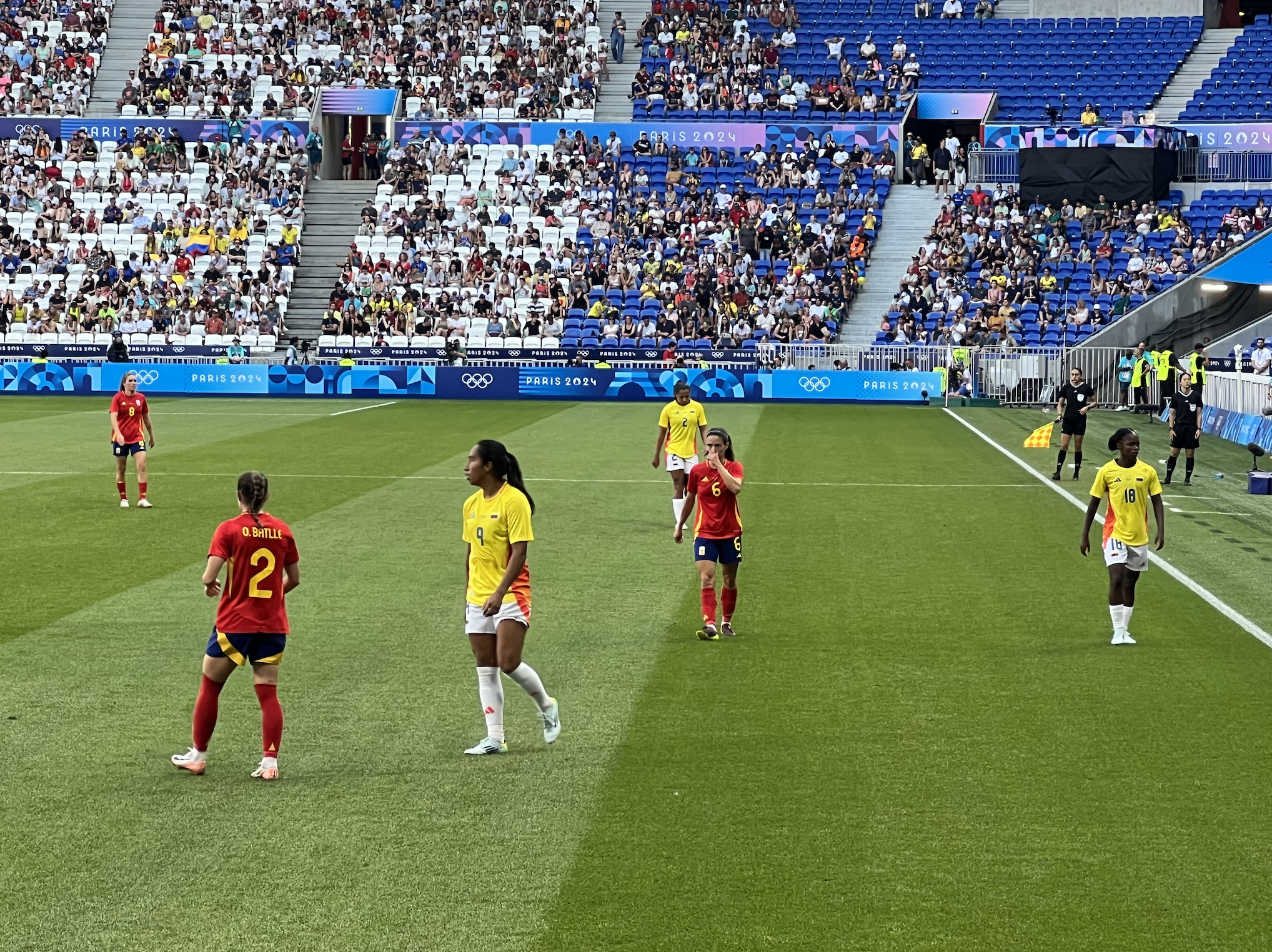
Espanha–Colômbia durante as quartas de final no Stade de Lyon

|  | Quartas de final               | Quartas de final               |                        |          | Semifinal           | Semifinal           |  |  | Final                          | Final |
|  |                                |                                |                        |          |                     |                     |  |  |                                |       |
|  | 3 de agosto – Nantes           |                                |                        |          |                     |                     |  |  |                                |       |
|  |                                |                                |                        |          |                     |                     |  |  |                                |       |
|  | França                         | 0                              |                        |          |                     |                     |  |  |                                |       |
|  | França                         | 0                              | 6 de agosto – Marselha |          |                     |                     |  |  |                                |       |
|  | Brasil                         | 1                              |                        |          |                     |                     |  |  |                                |       |
|  | Brasil                         | 1                              | Brasil                 | 4        |                     |                     |  |  |                                |       |
|  | 3 de agosto – Décines-Charpieu |                                | Brasil                 | 4        |                     |                     |  |  |                                |       |
|  |                                | Espanha                        | 2                      |          |                     |                     |  |  |                                |       |
|  | Espanha (p)                    | Espanha                        | 2                      | 2 (4)    |                     |                     |  |  |                                |       |
|  | Espanha (p)                    |                                | 10 de agosto – Paris   | 2 (4)    |                     |                     |  |  |                                |       |
|  | Colômbia                       | 2 (2)                          |                        |          |                     |                     |  |  |                                |       |
|  | Colômbia                       | 2 (2)                          | Brasil                 | 0        |                     |                     |  |  |                                |       |
|  | 3 de agosto – Paris            |                                | Brasil                 | 0        |                     |                     |  |  |                                |       |
|  |                                | Estados Unidos                 | 1                      |          |                     |                     |  |  |                                |       |
|  | Estados Unidos (pro)           | Estados Unidos                 | 1                      | 1        |                     |                     |  |  |                                |       |
|  | Estados Unidos (pro)           | 6 de agosto – Décines-Charpieu |                        | 1        |                     |                     |  |  |                                |       |
|  | Japão                          | 0                              |                        |          |                     |                     |  |  |                                |       |
|  | Japão                          | 0                              | Estados Unidos (pro)   | 1        | Disputa pelo bronze | Disputa pelo bronze |  |  |                                |       |
|  | 3 de agosto – Marselha         |                                | Estados Unidos (pro)   | 1        | Disputa pelo bronze | Disputa pelo bronze |  |  |                                |       |
|  |                                | Alemanha                       | 0                      |          |                     |                     |  |  |                                |       |
|  | Canadá                         | Alemanha                       | 0                      | 0 (2)    | Espanha             | 0                   |  |  |                                |       |
|  | Canadá                         |                                |                        | 0 (2)    | Espanha             | 0                   |  |  |                                |       |
|  | Alemanha (p)                   | 0 (4)                          |                        | Alemanha | 1                   |                     |  |  |                                |       |
|  | Alemanha (p)                   | 0 (4)                          |                        |          | 1                   |                     |  |  |                                |       |
|  |                                |                                |                        |          |                     |                     |  |  | 9 de agosto – Décines-Charpieu |       |
|  |                                |                                |                        |          |                     |                     |  |  |                                |       |

### Quartas de final
| 3 de agosto | Estados Unidos | 1 – 0 (pro) | Japão | Parc des Princes, Paris                    |
| 15:00       | Rodman 105+2'  | Relatório   |       | Público: 43 004 Árbitro: SWE Tess Olofsson |

| 3 de agosto | Espanha                     | 2 – 2 (pro) | Colômbia                 | Stade de Lyon, Décines-Charpieu           |
| 17:00       | Hermoso 79' · Paredes 90+7' | Relatório   | Ramírez 12' · Santos 52' | Público: 10 335 Árbitro: MEX Katia García |

|                                      |       | Penalidades                   |  |
| Caldentey Navarro Paralluelo Bonmatí | 4 – 2 | Usme Vanegas Salazar Carabalí |  |

| 3 de agosto | Canadá | 0 – 0 (pro) | Alemanha | Stade de Marseille, Marselha             |
| 19:00       |        | Relatório   |          | Público: 12 517 Árbitro: BRA Edina Alves |

|                            |       | Penalidades                      |  |
| Quinn Lawrence Leon Beckie | 2 – 4 | Gwinn Minge Lohmann Rauch Berger |  |

| 3 de agosto | França | 0 – 1     | Brasil            | Stade de la Beaujoire, Nantes           |
| 21:00       |        | Relatório | Gabi Portilho 82' | Público: 32 280 Árbitro: USA Tori Penso |

### Semifinais
| 6 de agosto | Estados Unidos | 1 – 0 (pro) | Alemanha | Stade de Lyon, Décines-Charpieu               |
| 18:00       | Smith 95'      | Relatório   |          | Público: 11 716 Árbitro: MAR Bouchra Karboubi |

| 6 de agosto | Brasil                                                                | 4 – 2     | Espanha                             | Stade de Marseille, Marselha               |
| 21:00       | Paredes 6' (g.c.) · Gabi Portilho 45+4' · Adriana 72' · Kerolin 90+1' | Relatório | Duda 85' (g.c.) · Paralluelo 90+12' | Público: 14 201 Árbitro: GBR Rebecca Welch |

### Disputa pelo bronze
| 9 de agosto | Espanha | 0 – 1     | Alemanha         | Stade de Lyon, Décines-Charpieu           |
| 15:00       |         | Relatório | Gwinn 65' (pen.) | Público: 10 995 Árbitro: MEX Katia García |

| Espanha | Alemanha |

### Final
| 10 de agosto | Brasil | 0 – 1     | Estados Unidos | Parc des Princes, Paris                    |
| 17:00        |        | Relatório | Swanson 57'    | Público: 43 813 Árbitro: SWE Tess Olofsson |

| Brasil | EUA |

## Artilharia
5 gols (1)
- FRA Marie-Antoinette Katoto

4 gols (2)
- USA Mallory Swanson
- ZAM Barbra Banda

3 gols (3)
- GER Lea Schüller
- USA Sophia Smith
- USA Trinity Rodman

2 gols (8)
- AUS Alanna Kennedy
- AUS Steph Catley
- BRA Gabi Portilho
- CAN Vanessa Gilles
- COL Leicy Santos
- ESP Alexia Putellas
- GER Giulia Gwinn
- ZAM Racheal Kundananji

1 gols (35)
- AUS Hayley Raso
- AUS Michelle Heyman
- BRA Adriana
- BRA Gabi Nunes
- BRA Jheniffer
- BRA Kerolin
- CAN Cloé Lacasse
- CAN Evelyne Viens
- CAN Jessie Fleming
- COL Catalina Usme
- COL Manuela Paví
- COL Marcela Restrepo
- COL Mayra Ramírez
- ESP Aitana Bonmatí
- ESP Athenea del Castillo
- ESP Irene Paredes
- ESP Jennifer Hermoso
- ESP Mariona Caldentey
- ESP Salma Paralluelo
- FRA Kenza Dali
- GER Elisa Senß
- GER Jule Brand
- GER Klara Bühl
- GER Marina Hegering
- JPN Aoba Fujino
- JPN Hikaru Kitagawa
- JPN Maika Hamano
- JPN Mina Tanaka
- JPN Momoko Tanikawa
- JPN Saki Kumagai
- NGR Jennifer Echegini
- NZL Kate Taylor
- NZL Mackenzie Barry
- USA Korbin Albert
- USA Lynn Williams

Gols contra (3)
- BRA Duda (para a Espanha)
- ESP Irene Paredes (para o Brasil)
- ZAM Ngambo Musole (para a Austrália)

## Classificação final
| Pos.              | Seleção        | Pts | J | V | E | D | GP | GC | SG  |
| ----------------- | -------------- | --- | - | - | - | - | -- | -- | --- |
| Medalha de ouro   | Estados Unidos | 18  | 6 | 6 | 0 | 0 | 12 | 2  | +10 |
| Medalha de prata  | Brasil         | 9   | 6 | 3 | 0 | 3 | 7  | 7  | 0   |
| Medalha de bronze | Alemanha       | 10  | 6 | 3 | 1 | 2 | 9  | 6  | +3  |
| 4                 | Espanha        | 10  | 6 | 3 | 1 | 2 | 9  | 8  | +1  |
| 5                 | Japão          | 6   | 4 | 2 | 0 | 2 | 6  | 5  | +1  |
| 6                 | França         | 6   | 4 | 2 | 0 | 2 | 6  | 6  | 0   |
| 7                 | Canadá         | 4   | 4 | 3 | 1 | 0 | 5  | 2  | +3  |
| 8                 | Colômbia       | 4   | 4 | 1 | 1 | 2 | 6  | 6  | 0   |
| 9                 | Austrália      | 3   | 3 | 1 | 0 | 2 | 7  | 10 | –3  |
| 10                | Nova Zelândia  | 0   | 3 | 0 | 0 | 3 | 2  | 6  | –4  |
| 11                | Nigéria        | 0   | 3 | 0 | 0 | 3 | 1  | 5  | –4  |
| 12                | Zâmbia         | 0   | 3 | 0 | 0 | 3 | 6  | 13 | –7  |